# Xã Jasper, Quận Jasper, Missouri
Xã Jasper (tiếng Anh: Jasper Township) là một xã thuộc quận Jasper, tiểu bang Missouri, Hoa Kỳ. Năm 2010, dân số của xã này là 601 người.